# Éric Cabana
 (octobre 2015).
Si vous disposez d'ouvrages ou d'articles de référence ou si vous connaissez des sites web de qualité traitant du thème abordé ici, merci de compléter l'article en donnant les références utiles à sa vérifiabilité et en les liant à la section « Notes et références ».
Pour les articles homonymes, voir Cabana.
Éric Cabana, né le 29 janvier 1962, est un acteur canadien.

## Biographie
Éric Cabana est né le 29 janvier 1962 à l'hôpital Hôtel Dieu de Sherbrooke. Il a grandi à La Patrie, fait ses études secondaires au Collège du Mont Ste-Anne et au Séminaire de Sherbrooke. Il a aussi fait ses études post-secondaires au cégep de Sherbrooke. En 1981, il est accepté à l'école nationale de théâtre du Canada à Montréal. Depuis ses débuts professionnels, Éric Cabana a joué dans plus d’une vingtaine de productions télévisuelles et dans plus de trente pièces de théâtre. Il a travaillé sous la direction de metteurs en scène réputés : André Brassard (Richard III, Six personnages en quête d’auteur, Jusqu’au Colorado), Robert Lepage (Le Songe d’une nuit d’été), Denise Guilbault (La Reine Morte), et Daniel Roussel (Equus).
Il a fait ses débuts au cinéma dans Cruising Bar ; dix-huit ans plus tard, il s’est vu confier un rôle dans la suite de ce succès de Claude Ménard et Michel Côté, Cruising Bar 2. Il a aussi fait partie de la distribution des longs-métrages de Denis Langlois L’escorte et Danny in the Sky, entre autres.
En plus de son métier d'acteur, Éric Cabana est aussi professeur et assistant à la direction artistique de l'école nationale de théâtre du Canada.

## Filmographie

### Cinéma
- 1989 : Laura Laur de Brigitte Sauriol : Pascal
- 1989 : Cruising Bar de Robert Ménard : Le Punk
- 1989 : Comment faire l’amour avec un nègre sans se fatiguer de Jacques W. Benoît : Le serveur
- 1993 : Cap tourmente de Michel Langlois : Client
- 1996 : L'Escorte de Denis Langlois : Jean-Marc
- 1997 : La Conciergerie de Michel Poulette : Jean-Marie Tanguay
- 2001 : Danny in the Sky de Denis Langlois : Le père de Danny
- 2003 : Sur le seuil de Éric Tessier : Escouade tactique
- 2005 : L’énigme James Brighton (Amnesia: The James Brighton Enigma) de Denis Langlois : Inspecteur Christian Leclerc
- 2008 : Cruising Bar 2 de Robert Ménard et Michel Côté : Bob
- 2017 : Sashinka de Kristina Wagenbauer : Entraîneur de crossfit
- 2018 : La Bolduc de François Bouvier : Ami d'Édouard

### Télévision
- 2009 Les rescapés de la justice (Hugues Duval) I. Zielimska / Canal D /
- 2007-2008 Les Hauts et les Bas de Sophie Paquin (Richard Fichaud) C. Desrosiers / Sphère Média /
- 2007 Tout sur moi (Pompier) S. Lapointe / Cirrus /
- 2007 Les Sœurs Elliot (Réjean) F. Gingras / Duo Productions /
- 2006 Sous les vents de Neptune Capitaine Mordent J. Dayan /
- 2005-2006 Erreurs médicales (Animateur / Narrateur) Passion films, GMT et Transfilm / J. Despins / Avanti Ciné Vidéo /
- 2003 Temps dur (Gardien) Wing L. Choquette / Cirrus /
- 2002 Les Aventures tumultueuses de Jack Carter (Enquêteur) L. Choquette / Cirrus /
- 2001 Fêtes fatales (Éric) F. Lafleur / Zone 3 /
- 2001 Tabou (Inspecteur Kelly) L. Choquette / Cirrus /
- 1999 La Vie, la vie Luc P. Sauvé / Prod La vie La vie /
- 1998-2003 Cornemuse I, II, III et IV Dundee F. Côté, P. Théoret, R. Chayer, M.-A. Chabot Téléfiction /
- 1997-2000 Sous le signe du lion I et II Maurice M. Martin, Y. Trudel / SDA Prod. /
- 1996 En eaux troubles (Policier) J.-C. Sussfeld / Le Consul /
- 1996 Urgence II (Mario l’accidenté) F. Bouvier / Prisma /
- 1995 Les Grands Procès : L’Affaire Coffin McGregor J. Prégent / Sagittaire /
- 1994-1995 Triplex (Antoine) A. Guérard, G. Lepage / Sovimage /
- 1994 Le sorcier (Oscar) J.-C. Labrecque / Claude Héroux /
- 1992-1993-1994 Montréal P.Q. Ferdinand R. boucher / SRC /
- 1992 Avec un grand A (Sébastien) P. Gagnon / Radio-Québec /
- 1992 Un signe de feu (Barman) J. Salvy / Radio-Canada
- 1992 Jamais deux sans toi (Cameraman) R. Marcoux / SRC
- 1992 Le grand remous (Hector) L. Pintal / SRC
- 1992 Le jeune homme et la dame (Le jeune homme) P. Blackburn

## Théâtre
- 2009 Cousine Germaine (Thomas) M. Poirier / Th Beaumont St-Michel /
- 2008 Equus (L’écuyer) D. Roussel / Théâtre Jean Duceppe /
- 2007 Rhinocéros Courrier / Pompier / Gardien J.-G. Legault / TNM /
- 2006 La robe de mariée de Gisèle Schmidt (Rôles multiples) J. Vincent / Espace Go /
- 2004 Charbonneau et le Chef (Rôles multiples) C. Maher / Cie Jean Duceppe /
- 2002 Game Show (Jean-Marc Sainclair) F. Desager / TH. de Rougemont /
- 2001 La reine morte (Alvar Gonçlaves) D. Guilbault / Th. Denise Pelletier /
- 2001 Elegies Nick B. (Russell)
- 1998 Sans rancune, aucune (Jimmy) M. Duceppe / Beaumont-St-Michel /
- 1996 Jusqu’au Colorado (Bernard) A. Brassard / Th D’aujourd’hui /
- 1995 Fragments d’une lettre d’adieu lus par des géologues (Ralph Peterson) M. Magny / Th. D’aujourd’hui /
- 1994 Equus (Le Cheval) S. Denoncourt / TPQ /
- 1994 Houdini (Rôles multiples) G. Beausoleil / TPQ & Th. Double signe /
- 1993 Le marchand de Venise (Solanio) D. Roussel / TNM /
- 1993 La nuit des grandes citrouilles (Michel Breton) J. Salvy / Th. Trois-Pistoles /
- 1993 La nuit des rois (Antonio) G. De Andrea / Rideau Vert /
- 1993 Une chambre claire comme le jour (Gregor Bazwald) J.-D. Leduc / La Licorne /
- 1992 Six personnages en quête d’auteur (Le fils) A. Brassard / TNM /

## Radio
- 1994 - LE CANTIQUE DES CANTIQUES, nouvelle de Jean-Marc Cormier. Narrateur avec Aubert Pallascio et Nathalie Gascon. Réalisation radiophonique de Doris Dumais. Réseau FM de la Société Radio-Canada.